# 三湖 (密歇根州)
三湖（英語：Three Lakes）是位於美國密歇根州巴拉加縣的一個普查規定居民點。

## 人口
根據2020年美國人口普查的數據，三湖的面積為20.36平方千米，當中陸地面積為15.54平方千米，而水域面積為4.82平方千米。當地共有人口167人，而人口密度為每平方千米8.2人。